# Taekwondo aux Jeux africains de 1995
Navigation
1991 1999
Les compétitions de taekwondo aux Jeux africains de 1995 ont lieu en septembre 1995 à Harare, au Zimbabwe.  
La Côte d'Ivoire remporte une médaille de bronze par l'intermédiaire de leur taekwondoïste Appolos Lelou. Le Sénégal remporte une médaille d'argent avec Ousmane Cissé et une médaille de bronze avec El Amath Sow,.